# Лютка-наречена
Лютка-наречена (Lestes sponsa) — вид бабок родини люток (Lestidae).

## Поширення
Вид поширений в помірних регіонах Європи та Азії від Іспанії до Японії.

## Опис
Довжина тіла — до 39 мм, розмах крил до 33 мм. Тіло зеленувато-бронзове. Задня частина голови темна. Птеростигма коротка (дорівнює приблизно двом розташованим під нею ланкам крила). Бабки з тонким подовженим тілом, металево блискучі. У спокої тримають крила відкритими. Маска у личинок ложкоподібна.